# Pak Kjongni
Pak Kjongni (1926. október 28. –  2008. május 5.) jelentős dél-koreai írónő, 16 kötetes Thodzsi (토지; A föld) című regénysorozatát a koreai irodalom egyik legkiválóbb alkotásának tartják. A Kangvon tartománybeli Vondzsu városában élt.

## Élete
Pak Kumi (박금이) néven született 1926-ban középosztálybeli család első lánygyermekeként. Édesapja, Pak Szujong 14 évesen nősült, felesége négy évvel volt idősebb nála. A szülők viszonya rossz volt, ami nagy hatást gyakorolt a kislányra, aki a könyvek világába menekült, miután édesapja elhagyta a családot.
Pak a Csindzsu Lánygimnáziumban tanult, 1946-ban pedig feleségül ment egy Kim Hengdo nevű helyi hivatalnokhoz. Házassága nem hozott enyhülést a gyermekkori szenvedéseire, férjét a koreai háború idején azzal vádolták meg, hogy kommunista és a férfi végül börtönben halt meg. Fájdalmát tetőzte, hogy ugyanabban az évben meghalt hároméves kisfia. Pak egyedül maradt kislányával és támogatásra szoruló idős édesanyjával. 1955-ben jelent meg első műve, a Kjeszan (계산). Az 1960-as években mellrákkal küzdött, majd az 1970-es években neki kellett gondoskodnia unokájáról is, mivel vejét, a költő Kim Dzsihát kommunista eszmék terjesztésének vádjával letartóztatták.
Az írónő 2008-ban tüdőrákban hunyt el.

## Munkássága
Pak legfontosabb alkotása, a Thodzsi (A föld) a kortárs koreai irodalom egyik mesterművének számít. Ez egy 16 kötetes regénysorozat, melyet 1969-ben kezdett el publikálni a Hjonde munhak (현대문학, Kortárs irodalom) című folyóiratban. A Thodzsi egy földbirtokos család életét ábrázolja az 1800-as évek végétől 1945-ig, jobbára a japán megszállás ideje alatt. Több száz szereplős történetet mesél el, a főszereplő Kim Gilszang (김길상) és Cshö Szohi (최서희) azzal küzdenek, hogy megőrizzék méltóságukat a zavaros történelmi időszakban, ami rengeteg megpróbáltatás elé állítja őket. Készült belőle televíziós sorozat, mozifilm és opera is; számos nyelvre lefordították. A regénysorozat felkerült az UNESCO Collection of Representative Works listájára is.

## Hatása
Pak Kjongni az egyik legismertebb és legkedveltebb írónő Dél-Koreában, aki új fejezetet nyitott a koreai irodalomban a Thodzsival, emellett pedig még húsz regényt és három verseskötetet adott ki, melyek nagy hatással voltak a kortárs írókra és az olvasóközönségre is. 1996-ban kulturális alapítványt hozott létre, 1999-ben pedig Vondzsuban található korábbi otthonában kulturális központot rendezett be, ahol fiatal tehetségeket gondozott.

## Válogatott művei
- 1955 계산, Kjeszan[12]
- 1956 흑흑백백, Hukhuk pekpek
- 1957 불신시대, Pulsin side
- 1958 연가, Jonga
- 1958 벽지, Pjokcsi
- 1958 암흑시대, Amhuk side
- 1959 표류도, Phjoljudo
- 1962 김약국의 딸들, Kimjakkugi ttaldul
- 1963 파시, Phasi
- 1965 시장과 전장, Sidzsanggva csondzsang
- 1965 녹지대, Nokcside
- 1969-1994 토지, Thodzsi (A föld)

## Fordítás
- Ez a szócikk részben vagy egészben  a   Park Kyung-ni című angol Wikipédia-szócikk ezen változatának fordításán alapul.  Az eredeti cikk szerkesztőit annak laptörténete sorolja fel. Ez a jelzés csupán a megfogalmazás eredetét és a szerzői jogokat jelzi, nem szolgál a cikkben szereplő információk forrásmegjelöléseként.